# Choruna strzelista
Choruna strzelista (Polyalthia longifolia (Sonn.) Thwaites) – gatunek rośliny z rodziny flaszowcowatych (Annonaceae Juss.). Występuje naturalnie w Indiach oraz na Sri Lance. Poza tym jest uprawiany w innych ciepłych rejonach Azji. 

## Morfologia

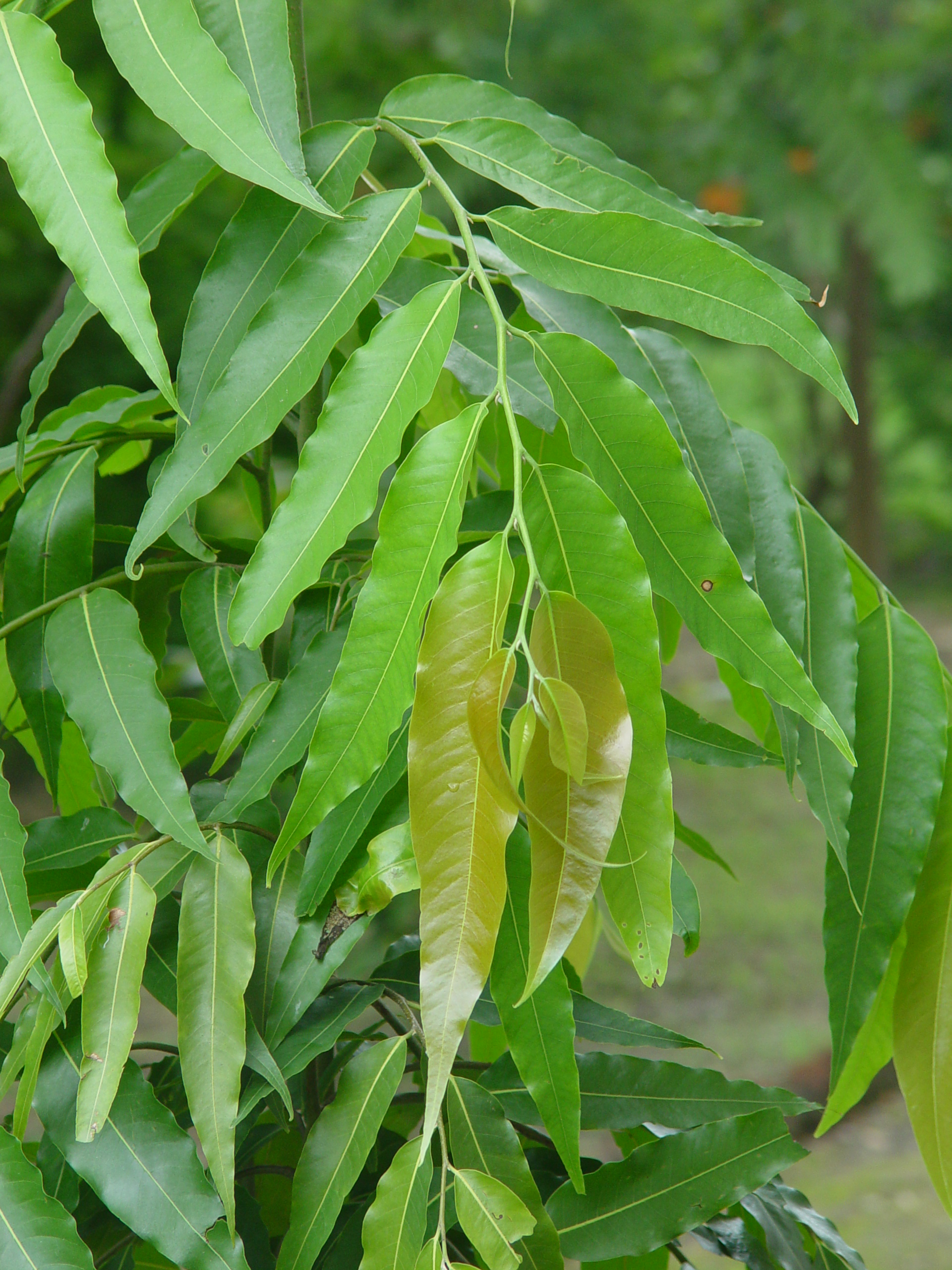
Liście

PokrójZimozielone drzewo dorastające do 20 m wysokości. Młode pędy są owłosione.
LiścieMają kształt od podłużnie owalnego do owalnie lancetowatego. Mierzą 11–31 cm długości oraz 2,5–8 cm szerokości. Nasada liścia jest od klinowej do rozwartej lub zaokrąglonej. Blaszka liściowa jest falista na brzegu o spiczastym wierzchołku. Ogonek liściowy jest nagi i dorasta do 5–10 mm długości.
KwiatySą zebrane w gęste kwiatostany – pęczki lub niby baldachy, rozwijają się w kątach pędów. Są siedzące. Pojedynczy kwiat mierzy 1–2 cm średnicy. Działki kielicha mają owalnie trójkątny kształt, są owłosione od zewnętrznej strony i dorastają do 15–30 mm długości. Płatki mają lancetowaty kształt i zielonożółtawą barwę, są rozpostarte, owłosione, osiągają do 13–15 mm długości. Kwiaty mają 20–25 nagich owocolistków o długości 1–2 mm. Podsadki są omszone.
OwocePojedyncze mają jajowaty kształt, zebrane po 4–8 w owoc zbiorowy. Są nagie, osadzone na szypułkach. Osiągają 20–25 mm długości i 15 mm szerokości.

## Biologia i ekologia
Rośnie naturalnie w półsuchych lub wilgotnych strefach klimatów zwrotnikowego i równikowego. Występuje na nizinach lub wyżynach, na obszarach o średnich rocznych niskich temperaturach od 16 do 25°C oraz średnich rocznych wysokich temperaturach od 26 do 34°C, a roczne opady wahają się od 800 do 2500 mm. Sezon suchy trwa maksymalnie 8 miesięcy. Rośnie od 10 do 11 strefy mrozoodporności. Preferuje stanowiska w pełnym nasłonecznieniu lub w półcieniu. Najlepiej rośnie na glebach żyznych, dobrze przepuszczalnych glinach, iłach lub piaskach. Rośnie na podłożu o odczynie od lekko kwaśnego do obojętnego – od 5,5 do 7,5 w skali pH. Kwitnie od maja do czerwca, natomiast owoce dojrzewają od lipca do września. Owoce tego gatunku są pokarmem dla nietoperzy i ptaków, które w ten sposób rozprzestrzeniają nasiona. 

## Zastosowanie
Roślina ozdobnaJest to jeden z najczęstszych gatunków drzew sadzonych w parkach i przy ulicach miast w tropikalnej Azji, szczególnie w obszarach, gdzie występuje klimat monsunowy.
DrewnoJest średnio ciężkie (około 590 kg/m³) i ma żółto-białą lub szaro-białą barwę. Nadaje się tylko do wytwarzania zapałek i ołówków, choć wykonywane są także z niego różne części bębnów muzycznych w niektórych częściach jego rodzimego zasięgu.
MedycynaW tradycyjnym systemie indyjskiej medycyny roślina jest używana do leczenia przeciwko gorączce, chorobom skóry czy nadciśnieniu, a w Nigerii także jako lek na cukrzycę. Kora jest dobrym źródłem błonnika.